# Jean-Louis Roersch
Jean-Louis Roersch (Elsene, 8 oktober 1936) was een Belgisch hockeyer.

## Levensloop
Roersch was actief bij Royal Léopold HC.
Daarnaast maakte hij deel uit van het Belgisch hockeyteam. Met de nationale ploeg nam hij onder meer deel aan de Olympische Zomerspelen van 1960, 1964 & 1968.